# Гросмонт
Гро́смонт — село у Великій Британії, Уельс, Монмутшир. Розташоване неподалік Абергейвенні. Населення — 920 осіб (2001). Головна пам'ятка — Гросмонський замок.

## Пам'ятки

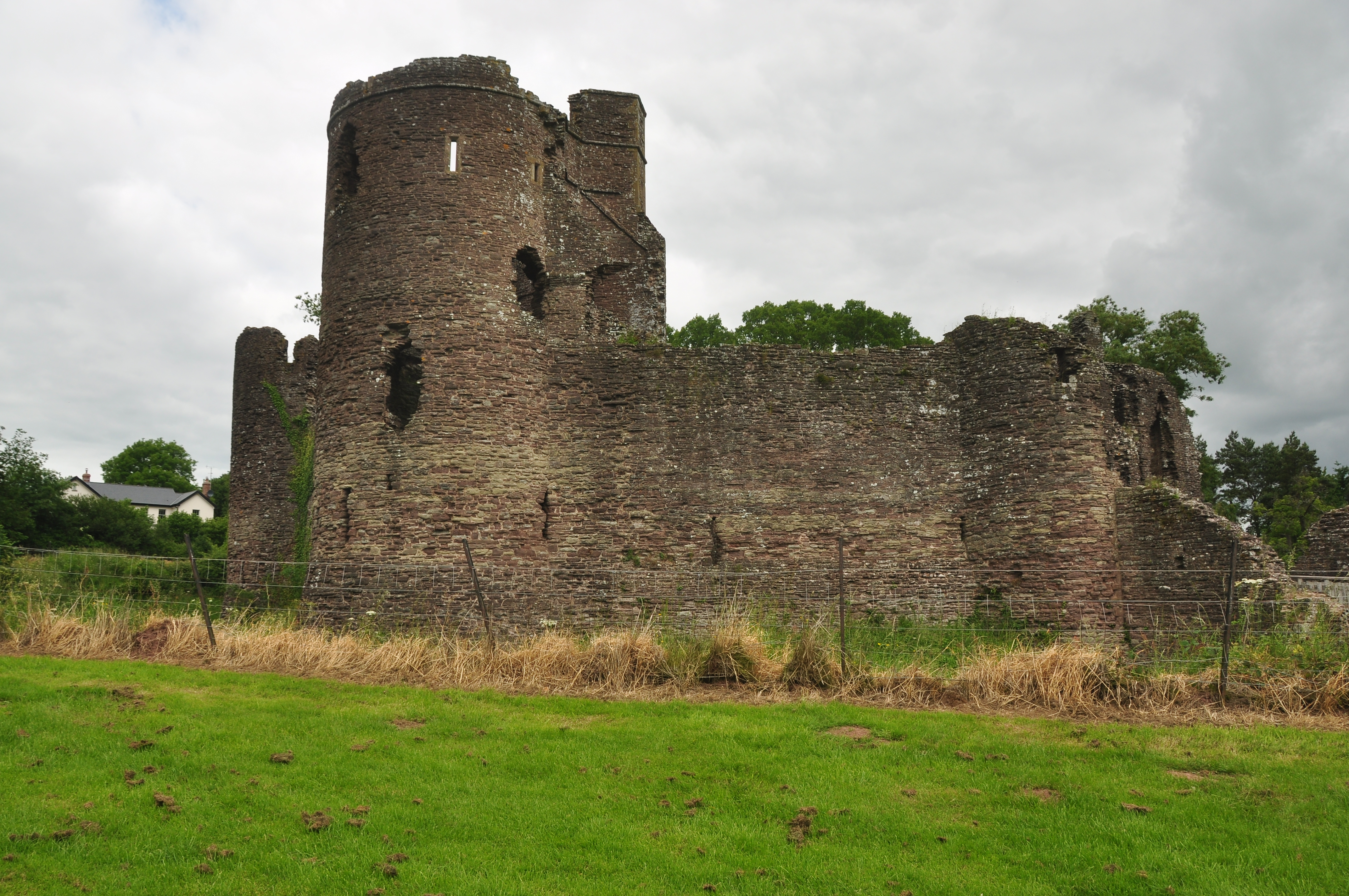
Гросмонтський замок
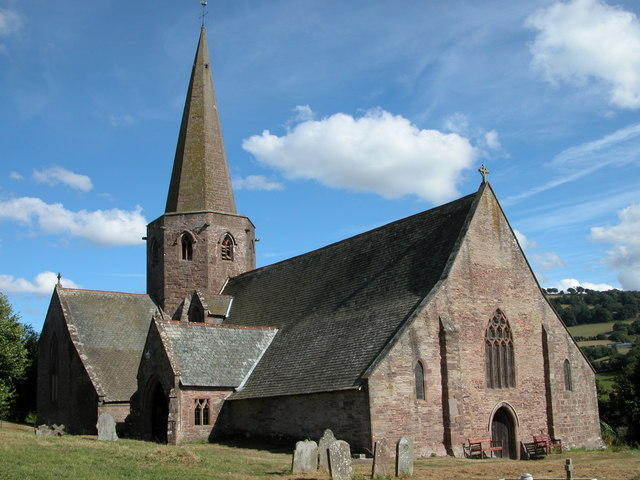
Церква святого Миколая (Гросмонт)

- Гросмонтський замок
- Церква святого Миколая

## Уродженці
- Генрі Гросмонтський